# KPIT Technologies
KPIT Technologies (ehemals KPIT Cummins Infosystems Ltd) ist ein indisch-multinationales Unternehmen mit Hauptsitz in Pune, Maharashtra, Indien. KPIT liefert Software für die Automobilindustrie und verfügt über Entwicklungszentren in Europa, USA, Japan, China, Thailand und Indien.
In Deutschland unterhält das Unternehmen Standorte in Dortmund, München, Ingolstadt und Wolfsburg. Sitz der KPIT Technologies GmbH ist München, wo Mitte 2020 ein neues Engineering-Center eingerichtet wurde. Es ist nach eigenen Angaben das größte „Zentrum für Softwareentwicklung und -integration im Bereich Elektrifizierung, autonomes Fahren, Autosar und Fahrzeugdiagnose außerhalb Indiens“ von KPIT.
Ein wichtiger Kunde ist der Automobilhersteller BMW. Seit 2018 ist KPIT bei der BMW Gruppe als Lieferant gelistet. Im November 2020 erhielt das Unternehmen vom Autobauer einen Auftrag für die Software von Ladeelektroniken von elektrischen Fahrzeugen.
Mitte Oktober 2021 gab der Zulieferer ZF Friedrichshafen eine Kooperation mit KPIT bekannt. Gemeinsam wolle man Middleware für Fahrzeuge entwickeln. Der Zulieferer setzt auf die Expertise des Software-Unternehmens, um sein eigenes Portfolio um Software-Produkte zu erweitern.

## Dienstleistungen
KPIT bietet Softwarelösungen in Form von Produkten und Dienstleistungen für Automobilunternehmen an. Das Geschäft ist in sechs Bereiche unterteilt: Autonomes Fahren, Vernetzte Fahrzeuge, Elektrischer und konventioneller Antriebsstrang, Fahrzeugdiagnose, AUTOSAR und Fahrzeugentwicklung und Design.